# 竹圍里 (桃園市)
竹圍里，是中華民國桃園市大園區的一里，原名竹圍村，於桃園縣升格為直轄市後改為現名。

## 歷史
台灣清治末期至日治初期，竹圍地區為一街庄，稱為「竹圍庄」，隸屬於桃澗堡。該庄西北及北與沙崙庄為鄰，東與坑仔口庄為鄰，東南與南崁內厝庄為鄰，南邊為蘆竹厝庄、大竹圍庄，西南邊為大牛稠庄。
1901年（日治明治三十四年）11月，全台廢縣廳改設二十廳，該庄隸屬於桃仔園廳。1903年（明治三十六年），改名桃園廳。1909年（明治四十二年）10月，合併二十廳為十二廳，該庄隸屬不變。1920年（大正九年），廢十二廳改設五州二廳，該庄改制為「竹圍」大字，隸屬於新竹州桃園郡大園庄。
戰後大園庄改制為大園鄉，隸屬於新竹縣，大字亦改制為村。1950年桃、竹、苗分治，大園鄉改隸屬於桃園縣。2014年12月，桃園縣升格為直轄桃園市，大園鄉改制為大園區，村亦改制為里。

## 未來
因桃園航空城計畫徵收3148公頃土地，該里在其範圍內，除6戶居民因緊靠菓林里被併入外，剩下千餘戶都將被拆除。全里需在2024年10月前全數搬離，未來竹圍里將被撤銷。

## 外部連結
- 大園區公所 （页面存档备份，存于）